# محمد مرزوق (لاعب كرة قدم سعودي)
محمد مرزوق الشمري لاعب كرة قدم سعودي يلعب في نادي اللواء كظهير أيسر.

## مسيرة اللاعب
بدأ في نادي الطائي و أعير إلى نادي الشعلة ونادي وج ونادي اللواء.